# Sibylle von Heimburg
Sibylle von Heimburg (geboren 1. Dezember 1951 in Braunschweig) ist eine deutsche Juristin. Sie war 19 Jahre Richterin am Bundesverwaltungsgericht. Von 2012 bis zum Eintritt in den Ruhestand 2017 war sie dort Vorsitzende Richterin. Von 1995 bis 1997 war sie Richterin am Bayerischen Verfassungsgerichtshof.

## Leben

### Ausbildung
Sibylle von Heimburg studierte Rechtswissenschaften in Marburg, Genf und Freiburg im Breisgau. An der Freien Universität Berlin legte sie die Zweite juristische Staatsprüfung ab.

### Staatsdienst in Bayern
Heimburg begann ihre juristische Laufbahn 1979 als Akademische Rätin an der Ludwig-Maximilians-Universität München. 1981 wurde sie von der Freien Universität Berlin zum Doktor der Rechte promoviert.
1981 erfolgte ihre Beförderung zur Regierungsrätin. Sie arbeitete dann als wissenschaftliche Mitarbeiterin beim Bayerischen Verwaltungsgerichtshof. Ab Januar 1984 war sie beim Landratsamt München und ab Februar 1987 zunächst als Oberregierungsrätin und kurz darauf als Richterin am Bayerischen Verwaltungsgericht München tätig. Im September 1991 wurde sie zur Richterin am Bayerischen Verwaltungsgerichtshof ernannt.

### Bundesverwaltungsgericht
Im Oktober 1997 wurde Heimburg zur Richterin am Bundesverwaltungsgericht berufen. Als Vorsitzende des 1. Wehrdienstsenat war sie für Verfahren nach der Wehrbeschwerdeordnung zuständig und als Vorsitzende des 2. Wehrdienstsenat für Verfahren nach der Wehrdisziplinar- und Wehrbeschwerdeordnung. Im Dezember 2002 wechselte Heimburg in den 8. Revisionssenat. Dort war sie unter anderem für das Kommunalrecht, das Recht zur Regelung offener Vermögensfragen, das Wirtschaftsverwaltungsrecht und das Recht der freien Berufe zuständig. Im Juli 2012 wurde sie zur Vorsitzenden Richterin des Bundesverwaltungsgerichts ernannt. Parallel zu ihrem Richteramt war Heimburg viele Jahre Pressesprecherin des Bundesverwaltungsgerichts.
Zum 30. April 2017 wurde Sibylle von Heimburg nach 40-jähriger Zugehörigkeit zum öffentlichen Dienst und 19-jähriger Tätigkeit am Bundesverwaltungsgericht in den Ruhestand verabschiedet.

### Bayerischer Verfassungsgerichtshof
Am 12. Dezember 1995 wurde Heimburg vom Bayerischen Landtag zum berufsrichterlichen Mitglied am Bayerischen Verfassungsgerichtshof gewählt. Sie nahm das Amt bis 1997 wahr.

### Mitgliedschaften
Sibylle von Heimburg ist Mitglied im Arbeitskreis Evangelischer Unternehmer Deutschland e. V. (AEU). Als solches hielt sie 2020 einen Vortrag zum Thema „Selbstbestimmtes Sterben“.

## Publikationen
- Verwaltungsaufgaben und Private. Funktionen und Typen der Beteiligung Privater an öffentlichen Aufgaben unter besonderer Berücksichtigung des Baurechts. Dissertation. Duncker und Humblot, Berlin 1982, ISBN 978-3-428-05147-2.
- Sibylle von Heimburg: Effizientere Rechtsprechung durch Zusammenlegung der öffentlich-rechtlichen Gerichtsbarkeiten? In: Rainer Pitschas, Arnd Uhle, Josef Aulehner (Hrsg.): Wege gelebter Verfassung in Recht und Politik. Festschrift für Rupert Scholz zum 70. Geburtstag. Berlin 2007, ISBN 978-3-428-12375-9, S. 483–498.
- Menschenwürde in der Verwaltungsrechtsprechung. Tagungsbeitrag. Vereinigung Deutscher, Italienischer und Französischer Verwaltungsrichter (VERDIF), 2009, abgerufen am 5. April 2021.